# 2010-es U17-es női labdarúgó-világbajnokság
A 2010-es U17-es női labdarúgó-világbajnokság a második ilyen jellegű torna volt. A tornát 16 válogatott részvételével szeptember 5-e és 25-e között rendezték Trinidad és Tobagóban. A vb-t a dél-koreai csapat nyerte.

## Részt vevő csapatok
| Konföderáció | Selejtezőtorna                                | Csapat                                    |
| ------------ | --------------------------------------------- | ----------------------------------------- |
| AFC          | 2009-es U16-os női Ázsia-bajnokság            | Észak-Korea · Dél-Korea · Japán           |
| CAF          | 2010-es U17-es női Afrika-bajnokság           | Nigéria · Ghána · Dél-afrikai Köztársaság |
| CONCACAF     | 2010-es U17-es női CONCACAF-bajnokság         | Kanada · Mexikó                           |
| CONMEBOL     | 2010-es U17-es női dél-amerikai-bajnokság     | Brazília · Chile · Venezuela              |
| OFC          | 2010-es U17-es női óceániai selejtezőtorna    | Új-Zéland                                 |
| UEFA         | 2010-es U17-es női labdarúgó-Európa-bajnokság | Spanyolország · Írország · Németország    |
| Rendező      | Rendező                                       | Trinidad és Tobago                        |

## Eredmények
A csoportkörben minden csapat a másik három csapattal egy-egy mérkőzést játszott, így összesen 6 mérkőzésre került sor mind a négy csoportban. A csoportokból az első két helyezett jutott tovább a negyeddöntőbe. Minden csoportban az utolsó két mérkőzést azonos időpontban játszották. A negyeddöntőtől egyenes kieséses rendszerben folytatódott a torna.
Az időpontok helyi idő szerint (UTC–4) vannak feltüntetve.

### Csoportkör
| Jelmagyarázat                                                                   |
| ------------------------------------------------------------------------------- |
| A csoportok első és második helyezettje bejutott az egyenes kieséses szakaszba. |
| A csoportok harmadik és negyedik helyezettjei kiestek.                          |

A csoportokban a következők szerint kellett a sorrendet meghatározni:
1. több szerzett pont az összes mérkőzésen (egy győzelemért 3 pont, egy döntetlenért 1 pont jár, a vereségért nem jár pont)
2. jobb gólkülönbség az összes mérkőzésen
3. több lőtt gól az összes mérkőzésen

Ha két vagy több csapat a fenti három kritérium alapján is azonos eredménnyel állt, akkor a következők szerint kellett meghatározni a sorrendet:
1. több szerzett pont az azonosan álló csapatok között lejátszott mérkőzéseken
2. jobb gólkülönbség az azonosan álló csapatok között lejátszott mérkőzéseken
3. több lőtt gól az azonosan álló csapatok között lejátszott mérkőzéseken
4. sorsolás

#### A csoport
| Csapat             | M | Gy | D | V | G+ | G– | Gk | P |
| ------------------ | - | -- | - | - | -- | -- | -- | - |
| Nigéria            | 3 | 3  | 0 | 0 | 10 | 3  | +7 | 9 |
| Észak-Korea        | 3 | 2  | 0 | 1 | 6  | 3  | +3 | 6 |
| Trinidad és Tobago | 3 | 1  | 0 | 2 | 3  | 4  | –1 | 3 |
| Chile              | 3 | 0  | 0 | 3 | 1  | 10 | –9 | 0 |

| 2010. szeptember 5. 15:00 |

| Nigéria                 | 3–2               | Észak-Korea                 |
| ----------------------- | ----------------- | --------------------------- |
| Okobi 3' 79' Ordega 77' | (1–1) Jegyzőkönyv | Kim S. G. 28' Kim K.-J. 58' |

| Hasely Crawford Stadium, Port of Spain Nézőszám: 13 646 Játékvezető: Kirsi Heikkinen (finn) |

| 2010. szeptember 5. 18:00 |

| Trinidad és Tobago   | 2–1               | Chile        |
| -------------------- | ----------------- | ------------ |
| Simmons 9' Hinds 80' | (1–0) Jegyzőkönyv | Rothfeld 83' |

| Hasely Crawford Stadium, Port of Spain Nézőszám: 13 646 Játékvezető: Gaál Gyöngyi (magyar) |

| 2010. szeptember 8. 16:00 |

| Észak-Korea                                 | 3–0               | Chile |
| ------------------------------------------- | ----------------- | ----- |
| Kim K.-J. 44' 73' Pong S. H. 85' (11-esből) | (1–0) Jegyzőkönyv |       |

| Manny Ramjohn Stadium, Marabella Nézőszám: 10 000 Játékvezető: Finau Vulivuli (Fidzsi-szigeteki) |

| 2010. szeptember 8. 19:00 |

| Trinidad és Tobago | 1–2               | Nigéria              |
| ------------------ | ----------------- | -------------------- |
| Hinds 36'          | (1–1) Jegyzőkönyv | Ordega 28' Ayila 86' |

| Manny Ramjohn Stadium, Marabella Nézőszám: 10 000 Játékvezető: Tanja Hausott (osztrák) |

| 2010. szeptember 12. 18:00 |

| Észak-Korea  | 1–0               | Trinidad és Tobago |
| ------------ | ----------------- | ------------------ |
| Kim S. G. 3' | (1–0) Jegyzőkönyv |                    |

| Ato Boldon Stadium, Couva Nézőszám: 8000 Játékvezető: Efthalía Míci (görög) |

| 2010. szeptember 12. 18:00 |

| Chile | 0–5               | Nigéria                                  |
| ----- | ----------------- | ---------------------------------------- |
|       | (0–2) Jegyzőkönyv | Ordega 15' Ayila 41' 51' 72' Okobi 90+1' |

| Larry Gomes Stadium, Arima Nézőszám: 2335 Játékvezető: Michelle Pye (kanadai) |

#### B csoport
| Csapat                  | M | Gy | D | V | G+ | G– | Gk  | P |
| ----------------------- | - | -- | - | - | -- | -- | --- | - |
| Németország             | 3 | 3  | 0 | 0 | 22 | 1  | +21 | 9 |
| Dél-Korea               | 3 | 2  | 0 | 1 | 7  | 5  | +2  | 6 |
| Mexikó                  | 3 | 1  | 0 | 2 | 5  | 13 | –8  | 3 |
| Dél-afrikai Köztársaság | 3 | 0  | 0 | 3 | 2  | 17 | –15 | 0 |

| 2010. szeptember 5. 16:00 |

| Németország                                                           | 9–0               | Mexikó |
| --------------------------------------------------------------------- | ----------------- | ------ |
| Lotzen 4' 35' Petermann 12' 13' 72' Malinowski 42' 55' 66' Demann 47' | (5–0) Jegyzőkönyv |        |

| Dwight Yorke Stadium, Scarborough Nézőszám: 2961 Játékvezető: Jamagisi Szacsiko (japán) |

| 2010. szeptember 5. 19:00 |

| Dél-afrikai Köztársaság | 1–3               | Dél-Korea            |
| ----------------------- | ----------------- | -------------------- |
| Seoposenwe 53'          | (0–1) Jegyzőkönyv | Yeo 37' 56' Shin 77' |

| Dwight Yorke Stadium, Scarborough Nézőszám: 2961 Játékvezető: Tanja Hausott (osztrák) |

| 2010. szeptember 8. 16:00 |

| Németország                                                                                    | 10–1              | Dél-afrikai Köztársaság |
| ---------------------------------------------------------------------------------------------- | ----------------- | ----------------------- |
| Lotzen 12' Malinowski 19' 29' 36' 57' Leupolz 24' 25' Petermann 35' 37' Seoposenwe 45' (öngól) | (9–1) Jegyzőkönyv | Seoposenwe 31'          |

| Dwight Yorke Stadium, Scarborough Nézőszám: 1830 Játékvezető: Michelle Pye (kanadai) |

| 2010. szeptember 8. 19:00 |

| Dél-Korea                                                  | 4–1               | Mexikó   |
| ---------------------------------------------------------- | ----------------- | -------- |
| Kim Na-Ri 27' Yeo Min-Ji 40' Kim Da-Hye 76' Lee Yoo-Na 90' | (2–1) Jegyzőkönyv | Pina 37' |

| Dwight Yorke Stadium, Scarborough Nézőszám: 1830 Játékvezető: Estela Alvarez (argentin) |

| 2010. szeptember 12. 15:00 |

| Dél-Korea | 0–3               | Németország                            |
| --------- | ----------------- | -------------------------------------- |
|           | (0–0) Jegyzőkönyv | Schmid 72' Lotzen 76' Chojnowski 90+3' |

| Larry Gomes Stadium, Arima Nézőszám: 2335 Játékvezető: Shane de Silva (Trinidad és Tobagó-i) |

| 2010. szeptember 12. 15:00 |

| Mexikó                                     | 4–0               | Dél-afrikai Köztársaság |
| ------------------------------------------ | ----------------- | ----------------------- |
| Solis 21' Sanchez 51' Murillo 68' Pina 77' | (1–0) Jegyzőkönyv |                         |

| Ato Boldon Stadium, Couva Nézőszám: 8500 Játékvezető: Esther Staubli (svájci) |

#### C csoport
| Csapat        | M | Gy | D | V | G+ | G– | Gk | P |
| ------------- | - | -- | - | - | -- | -- | -- | - |
| Spanyolország | 3 | 3  | 0 | 0 | 9  | 3  | +6 | 9 |
| Japán         | 3 | 2  | 0 | 1 | 13 | 4  | +9 | 6 |
| Venezuela     | 3 | 1  | 0 | 2 | 3  | 9  | −6 | 3 |
| Új-Zéland     | 3 | 0  | 0 | 3 | 2  | 11 | −9 | 0 |

| 2010. szeptember 6. 16:00 |

| Spanyolország                                  | 4–1               | Japán        |
| ---------------------------------------------- | ----------------- | ------------ |
| Pérez 26' Putellas 28' Gutiérrez 41' Pinel 55' | (3–0) Jegyzőkönyv | Jokojama 56' |

| Ato Boldon Stadium, Couva Nézőszám: 1364 Játékvezető: Quetzalli Alvarado (mexikói) |

| 2010. szeptember 6. 19:00 |

| Új-Zéland | 1–2               | Venezuela    |
| --------- | ----------------- | ------------ |
| Loye 10'  | (1–1) Jegyzőkönyv | Viso 24' 67' |

| Ato Boldon Stadium, Couva Nézőszám: 1364 Játékvezető: Efthalía Míci (görög) |

| 2010. szeptember 9. 16:00 |

| Új-Zéland | 1–3               | Spanyolország                 |
| --------- | ----------------- | ----------------------------- |
| Loye 15'  | (1–1) Jegyzőkönyv | Gili 4' Mérida 48' Lázaro 86' |

| Ato Boldon Stadium, Couva Nézőszám: 1785 Játékvezető: Sung Mi Cha (dél-koreai) |

| 2010. szeptember 9. 19:00 |

| Japán                                                                    | 6–0               | Venezuela |
| ------------------------------------------------------------------------ | ----------------- | --------- |
| Kjókava 10' 32' (11-esből) 59' J. Tanaka 27' Jokojama 70' Nagasima 90+2' | (3–0) Jegyzőkönyv |           |

| Ato Boldon Stadium, Couva Nézőszám: 1758 Játékvezető: Quetzalli Alvarado (mexikói) |

| 2010. szeptember 13. 16:00 |

| Japán                                                        | 6–0               | Új-Zéland |
| ------------------------------------------------------------ | ----------------- | --------- |
| Jokojama 24' 58' J. Tanaka 59' 89' M. Tanaka 74' Honda 90+1' | (1–0) Jegyzőkönyv |           |

| Dwight Yorke Stadium, Scarborough Nézőszám: 2140 Játékvezető: Kirsi Heikkinen (finn) |

| 2010. szeptember 13. 16:00 |

| Venezuela    | 1–2               | Spanyolország  |
| ------------ | ----------------- | -------------- |
| Alvarado 74' | (0–1) Jegyzőkönyv | Lázaro 28' 83' |

| Manny Ramjohn Stadium, Marabella Nézőszám: 2579 Játékvezető: Therese Sagno (guineai) |

#### D csoport
| Csapat   | M | Gy | D | V | G+ | G– | Gk | P |
| -------- | - | -- | - | - | -- | -- | -- | - |
| Írország | 3 | 2  | 0 | 1 | 5  | 2  | +3 | 6 |
| Brazília | 3 | 2  | 0 | 1 | 4  | 2  | +2 | 6 |
| Kanada   | 3 | 1  | 0 | 2 | 1  | 3  | −2 | 3 |
| Ghána    | 3 | 1  | 0 | 2 | 1  | 4  | −3 | 3 |

| 2010. szeptember 6. 16:00 |

| Írország    | 1–2               | Brazília       |
| ----------- | ----------------- | -------------- |
| Killeen 58' | (0–1) Jegyzőkönyv | Glaucia 4' 61' |

| Larry Gomes Stadium, Arima Nézőszám: 1881 Játékvezető: Wang Jia (kínai) |

| 2010. szeptember 6. 19:00 |

| Kanada      | 1–0               | Ghána |
| ----------- | ----------------- | ----- |
| Cantave 54' | (0–0) Jegyzőkönyv |       |

| Larry Gomes Stadium, Arima Nézőszám: 1881 Játékvezető: Sung Mi Cha (dél-koreai) |

| 2010. szeptember 9. 16:00 |

| Írország    | 1–0               | Kanada |
| ----------- | ----------------- | ------ |
| Killeen 76' | (0–0) Jegyzőkönyv |        |

| Larry Gomes Stadium, Arima Nézőszám: 2293 Játékvezető: Jamagisi Szacsiko (japán) |

| 2010. szeptember 9. 19:00 |

| Ghána     | 1–0               | Brazília |
| --------- | ----------------- | -------- |
| Danso 22' | (1–0) Jegyzőkönyv |          |

| Larry Gomes Stadium, Arima Nézőszám: 2293 Játékvezető: Esther Staubli (svájci) |

| 2010. szeptember 13. 19:00 |

| Ghána | 0–3               | Írország                            |
| ----- | ----------------- | ----------------------------------- |
|       | (0–2) Jegyzőkönyv | Campbell 5' Donnelly 36' Gilroy 77' |

| Dwight Yorke Stadium, Scarborough Nézőszám: 2140 Játékvezető: Estela Alvarez (argentin) |

| 2010. szeptember 13. 19:00 |

| Brazília            | 2–0               | Kanada |
| ------------------- | ----------------- | ------ |
| Paula 20' Thaís 51' | (1–0) Jegyzőkönyv |        |

| Manny Ramjohn Stadium, Marabella Nézőszám: 2579 Játékvezető: Gaál Gyöngyi (magyar) |

### Egyenes kieséses szakasz
|  |                            |               |                        |                        |       |             |                                |                                |                                |                                |               |       |       |
|  | Negyeddöntők               | Negyeddöntők  | Negyeddöntők           |                        |       | Elődöntők   | Elődöntők                      | Elődöntők                      |                                |                                | Döntő         | Döntő | Döntő |
|  | Negyeddöntők               | Negyeddöntők  | Negyeddöntők           |                        |       | Elődöntők   | Elődöntők                      | Elődöntők                      |                                |                                | Döntő         | Döntő | Döntő |
|  | szeptember 16. — Marabella |               |                        |                        |       |             |                                |                                |                                |                                |               |       |       |
|  |                            |               |                        |                        |       |             |                                |                                |                                |                                |               |       |       |
|  | Nigéria                    | Nigéria       | 5                      |                        |       |             |                                |                                |                                |                                |               |       |       |
|  | Nigéria                    | Nigéria       | 5                      | szeptember 21. — Arima |       |             |                                |                                |                                |                                |               |       |       |
|  | Dél-Korea                  | Dél-Korea     | 6                      |                        |       |             |                                |                                |                                |                                |               |       |       |
|  | Dél-Korea                  | Dél-Korea     | 6                      |                        |       | Dél-Korea   | Dél-Korea                      | 2                              |                                |                                |               |       |       |
|  | szeptember 17. — Couva     |               |                        |                        |       | Dél-Korea   | Dél-Korea                      | 2                              |                                |                                |               |       |       |
|  |                            |               | Spanyolország          | Spanyolország          | 1     |             |                                |                                |                                |                                |               |       |       |
|  | Spanyolország              | Spanyolország | Spanyolország          | Spanyolország          | 1     | 2           |                                |                                |                                |                                |               |       |       |
|  | Spanyolország              | Spanyolország |                        |                        |       | 2           | szeptember 25. — Port of Spain |                                |                                |                                |               |       |       |
|  | Brazília                   | Brazília      | 1                      |                        |       |             |                                |                                |                                |                                |               |       |       |
|  | Brazília                   | Brazília      | 1                      |                        |       | Dél-Korea   | Dél-Korea                      | 3 (5)                          |                                |                                |               |       |       |
|  | szeptember 16. — Marabella |               |                        |                        |       | Dél-Korea   | Dél-Korea                      | 3 (5)                          |                                |                                |               |       |       |
|  |                            |               | Japán                  | Japán                  | 3 (4) |             |                                |                                |                                |                                |               |       |       |
|  | Németország                | Németország   | Japán                  | Japán                  | 3 (4) | 0           |                                |                                |                                |                                |               |       |       |
|  | Németország                | Németország   | szeptember 21. — Couva |                        |       | 0           |                                |                                |                                |                                |               |       |       |
|  | Észak-Korea                | Észak-Korea   | 1                      |                        |       |             |                                |                                |                                |                                |               |       |       |
|  | Észak-Korea                | Észak-Korea   | 1                      |                        |       | Észak-Korea | Észak-Korea                    | 1                              | Bronzmérkőzés                  | Bronzmérkőzés                  | Bronzmérkőzés |       |       |
|  | szeptember 17. — Arima     |               |                        |                        |       | Észak-Korea | Észak-Korea                    | 1                              | Bronzmérkőzés                  | Bronzmérkőzés                  | Bronzmérkőzés |       |       |
|  |                            |               | Japán                  | Japán                  | 2     |             |                                | szeptember 25. — Port of Spain | szeptember 25. — Port of Spain | szeptember 25. — Port of Spain |               |       |       |
|  | Írország                   | Írország      | Japán                  | Japán                  | 2     | 1           |                                | szeptember 25. — Port of Spain | szeptember 25. — Port of Spain | szeptember 25. — Port of Spain |               |       |       |
|  | Írország                   | Írország      |                        |                        |       |             |                                | Spanyolország                  | Spanyolország                  | 1                              |               |       |       |
|  | Japán                      | Japán         | 2                      |                        |       |             |                                | Spanyolország                  | Spanyolország                  | 1                              |               |       |       |
|  | Japán                      | Japán         | 2                      |                        |       | Észak-Korea | Észak-Korea                    | 0                              |                                |                                |               |       |       |
|  |                            |               |                        |                        |       | Észak-Korea | Észak-Korea                    | 0                              |                                |                                |               |       |       |

#### Negyeddöntők
| 2010. szeptember 16. 16:00 |

| Nigéria                                    | 5–6 (h. u.)                 | Dél-Korea                                                             |
| ------------------------------------------ | --------------------------- | --------------------------------------------------------------------- |
| Ayila 2' 103' Eyebhoria 3' Okobi 37' 90+1' | (3–2, 4–4, 5–6) Jegyzőkönyv | Lee Geum-Min 15' Yeo Min-Ji 23' 70' (11-esből) 89' 98' Kim A-Reum 94' |

| Manny Ramjohn Stadium, Marabella Nézőszám: 4034 Játékvezető: Efthalía Míci (görög) |

| 2010. szeptember 16. 19:00 |

| Németország | 0–1               | Észak-Korea      |
| ----------- | ----------------- | ---------------- |
|             | (0–1) Jegyzőkönyv | Kim Kum-Jong 44' |

| Manny Ramjohn Stadium, Marabella Nézőszám: 4034 Játékvezető: Quetzalli Alvarado (mexikói) |

| 2010. szeptember 17. 16:00 |

| Spanyolország          | 2–1               | Brazília                 |
| ---------------------- | ----------------- | ------------------------ |
| Pinel 35' Calderón 65' | (1–0) Jegyzőkönyv | Ivana Andrés 76' (öngól) |

| Ato Boldon Stadium, Couva Nézőszám: 1265 Játékvezető: Jamagisi Szacsiko (japán) |

| 2010. szeptember 17. 19:00 |

| Írország       | 1–2               | Japán                               |
| -------------- | ----------------- | ----------------------------------- |
| O'Sullivan 53' | (0–1) Jegyzőkönyv | Naomoto 34' (11-esből) Jokojama 66' |

| Larry Gomes Stadium, Arima Nézőszám: 1427 Játékvezető: Michelle Pye (kanadai) |

#### Elődöntő
| 2010. szeptember 21. 16:00 |

| Dél-Korea                      | 2–1               | Spanyolország |
| ------------------------------ | ----------------- | ------------- |
| Yeo Min-Ji 25' Joo Soo-Jin 39' | (2–1) Jegyzőkönyv | Sampedro 23'  |

| Ato Boldon Stadium, Couva Nézőszám: 3428 Játékvezető: Michelle Pye (kanadai) |

| 2010. szeptember 21. 19:00 |

| Észak-Korea      | 1–2               | Japán                   |
| ---------------- | ----------------- | ----------------------- |
| Kim Kum-Jong 59' | (0–0) Jegyzőkönyv | Takagi 69' Jokojama 70' |

| Ato Boldon Stadium, Couva Nézőszám: 3428 Játékvezető: Gaál Gyöngyi (magyar) |

#### Bronzmérkőzés
| 2010. szeptember 25. 15:00 |

| Spanyolország | 1–0               | Észak-Korea |
| ------------- | ----------------- | ----------- |
| Pinel 56'     | (0–0) Jegyzőkönyv |             |

| Hasely Crawford Stadium, Port Of Spain Nézőszám: 12 983 Játékvezető: Quetzalli Alvarado (mexikói) |

#### Döntő
| 2010. szeptember 25. 18:00 |

| Dél-Korea                                                          | 3–3 (h. u.)                 | Japán                                         |
| ------------------------------------------------------------------ | --------------------------- | --------------------------------------------- |
| Lee Jung-Eun 6' Kim A-Reum 45+1' I Szodam 79'                      | (2–2, 3–3, 3–3) Jegyzőkönyv | Naomoto 11' J. Tanaka 17' Kató 57'            |
| Büntetőpárbaj                                                      |                             |                                               |
| Lee Jung-Eun Yeo Min-Ji I Szodam Kim Da-Hye Kim A-Reum Jang Sel-Gi | 5–4                         | J. Tanaka Vada Nakada Hamada Naomoto Muramacu |

| Hasely Crawford Stadium, Port Of Spain Nézőszám: 12 983 Játékvezető: Kirsi Heikkinen (finn) |

| A 2010-es U17-es női labdarúgó-világbajnokság győztese |
| ------------------------------------------------------ |
| DÉL-KOREA 1. cím                                       |

### Gólszerzők
8 gólos
- Yeo Min-Ji

7 gólos
- Kyra Malinowski

6 gólos
- Jokojama Kumi
- Loveth Ayila

5 gólos
- Lena Petermann
- Ngozi Okobi
- Kim Kum-Jong

4 gólos
- Lena Lotzen
- Tanaka Jóko

3 gólos
| - Francisca Ordega - Kjókava Mai | - Paloma Lázaro - Raquel Pinel |  |

2 gólos
| - Glaucia - Melanie Leupolz - Siobhan Killeen - Naomoto Hikaru | - Kim A-Reum - Fernanda Piña - Kate Loye - Kim Su-Gyong | - Jermaine Seoposenwe - Liana Hinds - Ysaura Viso |

1 gólos
| - Paula - Thaís - Haisha Cantave - Iona Rothfeld - Nagore Calderón - Laura Gutiérrez - Gema Gili - Sara Merida - Iraia Pérez - Alexia Putellas - Amanda Sampedro - Silvana Chojnowski - Kristin Demann - Isabella Schmid | - Alice Danso - Megan Campbell - Stacie Donnelly - Aileen Gilroy - Denise O'Sullivan - Honda Juka - Kató Csika - Nagasima Hikari - Tanaka Mina - Takagi Hikari - Kim Da-Hye - I Szodam - Shin Dam-Yeong - Lee Jung-Eun | - Lee Yoo-Na - Kim Na-Ri - Lee Geum-Min - Joo Soo-Jin - Christina Murilo - Andrea Sanchez - Daniela Solis - Winifred Eyebhoria - Pong Son-Hwa - Diarra Simmons - Anna Alvarado |

1 öngólos
- Jermaine Seoposenwe
- Ivana Andrés